# Vinicius Foguinho
Vinicius Xavier da Purificação Moutinho, mais conhecido apenas como Vinicius Foguinho ou simplesmente Foguinho (Ouro Preto, 17 de julho de 2000), é um futebolista brasileiro que atua como meia-atacante e ponta-direita. Atualmente joga no Amazonas.

## Carreira

### Antecedentes
Natural de Santo Antônio do Salto, distrito de Ouro Preto, Minas Gerais, Foguinho deu os primeiros chutes aos seis anos, na própria cidade, e já aos 13 anos foi para o Cruzeiro, na capital Belo Horizonte. De lá, passou pelas categorias de base do Guarani, do Juventus e do Botafogo. Em agosto de 2019, chegou à Chapecoense, após ser aprovado em um teste de dois dias.

### Chapecoense
Foguinho foi um dos destaques da Chapecoense na Copa São Paulo de Futebol Júnior de 2020, marcando seis gols na competição e quatro deles em um poker-trick durante uma vitória de 5 a 1 sobre o União ABC e ainda marcando mais dois gols sobre o União Suzano. Suas boas atuações chamaram atenção do técnico Hemerson Maria, que o promoveu à equipe profissional e renovou seu contrato até o final de 2023.
Sua estreia como profissional aconteceu em 15 de fevereiro, entrando como substituto em um empate por 1 a 1 contra o Criciúma, inclusive marcando o gol de empate para a Chapecoense, pelo Campeonato Catarinense de 2020.
No ano de estreia como profissional, o jovem ganhou espaço e feito jus à alcunha ao aquecer partidas sem grandes emoções. Internamente tem a confiança e o carinho dos companheiros de elenco, as boas atuações em momentos decisivos pela Chapecoense fizeram Foguinho ser um dos jovens jogadores queridos pela torcida, ajudando nas conquistas do Campeonato Catarinense de 2020 e da Série B de 2020.

## Títulos
Chapecoense
- Campeonato Catarinense: 2020
- Campeonato Brasileiro - Série B: 2020

Amazonas
- Campeonato Brasileiro - Série C: 2023